# Братское (Костанайская область)
Братское (каз. Братск) — упразднённое село в Карасуском районе Костанайской области Казахстана. Входило в состав Железнодорожного сельского округа. Код КАТО — 395243300. Упразднено в 2019 г.

## Население
В 1999 году население села составляло 726 человек (359 мужчин и 367 женщин). По данным переписи 2009 года, в селе проживали 122 человека (73 мужчины и 49 женщин).